# Kliński (herb szlachecki)
Kliński (Klinski, Rautenberg-Klinski, Rawtenberk-Kliński, Junosza odmienny) – kaszubski herb szlachecki, według Przemysława Pragerta odmiana herbu Junosza.

## Opis herbu
Herb znany był przynajmniej w pięciu wariantach. Opisy z wykorzystaniem zasad blazonowania, zaproponowanych przez Alfreda Znamierowskiego:
Kliński I (Klinski, Rautenberg-Klinski, Rawtenberk-Kliński, Junosza odmienny): W polu czerwonym, na murawie zielonej, baran srebrny, w lewo, we krwi po boki. Klejnot: nad hełmem w koronie korony pół barana wspiętego, jak w godle, w lewo. Labry: czerwone, podbite srebrem.
Kliński I a (Klinski, Rautenberg-Klinski, Rawtenberk-Kliński, Junosza odmienny, Junosza II): W polu czerwonym baran srebrny, stojący (także kroczący i także na murawie). W klejnocie nad hełmem w koronie trzy pióra strusie. Labry czerwone, podbite srebrem.
Kliński I b (Klinski, Rautenberg-Klinski, Rautenberk-Kliński, Junosza odmienny, Junosza IIIb): Jak poprzedni, ale w klejnocie pół barana wspiętego.
Kliński II (Rautenberg, Rautenberg-Klinski, Rotenberg, Junosza odmienny): W polu zielonym baran w skoku (także w lewo), do połowy ostrzyżony, srebrny. W klejnocie nad hełmem w koronie pół barana jak w godle, wspiętego. Labry zielone, podbite srebrem.
Kliński II a (Klinski, Rautenberg-Klinski, Rautenberg-Kliński, Junosza odmienny): Jak poprzedni, ale baran nieostrzyżony, pole czerwone, w klejnocie pięć piór strusich, białe między czerwonymi, labry o wierzchu czerwonym.

## Najwcześniejsze wzmianki
Wariant I znany z pracy Dachnowskiego (Herbarz szlachty Prus Królewskich) oraz Niesieckiego (Korona polska). Wariant I a wymieniany także przez Dachnowskiego i Niesieckiego, a ponadto (z drobną różnicą) przez Ostrowskiego (Księga herbowa rodów polskich, jako Junosza II) oraz Uruskiego (Rodzina. Herbarz szlachty polskiej). Wariant ten pochodzi z nagrobka Jana Klińskiego z kościoła w Radziejewie z 1614. Wariant II b znany z Nowego Siebmachera (jako Klinski), oraz Ostrowskiego (Junosza III b). Wariant II został opisany słownie przez Małachowskiego (Zbiór nazwisk szlachty), zrekonstruowany przez Ostrowskiego (jako Rautenberg). Wariant II a pochodzi z Siebmachera (pod nazwą Rautenberg-Kliński).

## Rodzina Klińskich
Średniozamożna rodzina szlachecka, nazwisko biorąca od wsi Klincz. Jej protoplastą mógł być Ścibor z Klincza, wzmiankowany w 1408, w latach 1413-39 ławnik ziemski tczewski. Znana jest też wzmianka o Peterze i Ludke von Klincz (1408), Pawle von Klincz (1417) i Piotrze Klińskim (1439), oraz o Ściborze Klińskim (1495). Rodzina oprócz gniazda wzmiankowana jest w wieku XVI także w Garczynie oraz Radziejewie (Rautenberg). Potwierdzenie przywilejów na obie wsie otrzymali w 1526 (Wawrzyniec, Maciej, Marcin i Franciszek w Garczynie, Leonard w Radziejewie). Gniazdową wieś utracili między 1567 a 1570 (w 1567 ma ją jeszcze Maciej Kliński), zaś Garczyn przed 1570 (był już wtedy w rękach Garczyńskich). Zamiast tego, Klińskich notowano w innych wsiach: Miradowo, Szteklin, Gołębiewo Średnie, Będzieszyn, Kłanino, Bielkówko, Niedamowo, Obozin, Nieżurawa, Warzno, Kiełpinek, Malachin, Kłodnia i Kurnik w poznańskiem. Klińscy piastowali na Pomorzu pomniejsze urzędy. Należeli tutaj:
- Jerzy Kliński, poborca pomorski (1590),
- Krzysztof Kliński, opat pelpliński (1590-93),
- Fabian Kliński, ławnik ziemski tczewski (1581-92), sędzia powiatu tczewskiego (1599-1603),
- Jan von Rautenberg-Kliński, ławnik ziemski tczewski (1578-94),
- Leonard Kliński, ławnik ziemski tczewski (1606-19),
- Stanisław Kliński, ławnik ziemski tczewski (1668-70), sędzia ziemski mirachowski (1676-81),
- Augustyn Kliński, ławnik ziemski tczewski (1718-30),
- Franciszek Kliński, ławnik ziemski tczewski (1713-22), sędzia ziemski tczewski (1722-43),
- Jan Kliński, ławnik ziemski mirachowski (1718-34),
- Roch Kliński, ławnik ziemski mirachowski, poseł na konfederację generalną warszawską (1733),
- Augustyn Kliński, ławnik tczewski, dziekan i kanonik chełmiński, kanonik włocławski (1734-51),
- Stanisław Kliński (zm. 1757), kanonik chełmiński, włocławski, archidiakon pomorski,

Klińscy posłowali też na sejmy elekcyjne i to nie tylko z obszaru Pomorza, ale też z inowrocławskiego (Mikołaj, 1733) i sieradzkiego (Józef, 1768). W wieku XIX Klińscy posiadali jeszcze Bączek i Klukową Hutę. Z linii tej pochodzili m.in. Jan (zm. 1797), dziekan mirachowski, kanonik kruszwicki, pleban w Strzepczu oraz jego brat WOjciech (1760-1831), kanonik katedralny warmiński od 1795 a od 1823 kanonik chełmiński oraz Ignacy (1760-1818), przodek gałęzi ewangelickiej, która do dzisiaj żyje w Niemczech. W Klukowej Hucie urodziła się Wincentyna Klińska (1847-1913), żona Wojciecha Kętrzyńskiego. Gałąź Klińskich osiadła też na Litwie, pochodził z nich Jan Kliński, w 1770 regent ziemski i grodzki upicki. W Królestwie Polskim wylegitymowali się Ignacy Lojola Rafael Jan Kliński (1838) i Mateusz Józef Aleksander z Sewerynem Feliksem Józefem Kacprem Klińskim (1839). Klińscy od XVI wieku używali przydomka Rautenberg (od niemieckiej nazwy Radziejewa), co dawało przyczynek do zaliczania ich w poczet szlachty niemieckiego pochodzenia.

## Herbowni
Kliński (Klinski, Klinszki, Klynski), także z przydomkiem Rautenberg (Rautenberk, Rotenberg). Ponadto rodzinie przypisywano, błędnie, przydomki Newlin i Świeńczyc.
Warianty I b i II a przynależały gałęzi osiadłej w Prusach Zachodnich.
Rodzina wylegitymowała się w Królestwie z herbem Junosza.